# سرور (فیلم ۱۹۷۸)
سرور (به انگلیسی: Jubilee) فیلمی ۱۰۳ دقیقه‌ای به کارگردانی درک جارمن با بازی جنی روناکر است.